# György Kőszegi
György Kőszegi, född 12 september 1950 i Nyíregyháza, Ungern, död 13 december 2001 i Tiszaújváros, Ungern, var en ungersk tyngdlyftare. Han blev olympisk silvermedaljör i flugvikt i Montréal 1976 och tog silvermedaljer i världsmästerskapen 1974, 1976 och 1977. Han satte ett världsrekord på 106 kg i ryck 1974.